# На ринг викликається...
«На ринг викликається…» — радянський художній фільм 1979 року, знятий режисером Едуардом Хачатуровим на кіностудії «Узбекфільм».

## Сюжет
Про Руфата Кудратова, його важкий шлях до успіху, перемоги і слави боксера. У головній ролі знявся заслужений майстер спорту Руфат Ріскієв.

## У ролях
- Руфат Рискієв — Руфат Кудратов
- Обіджан Юнусов — Алішер
- Бакен Кидикеєва — мати
- Ігор Лєдогоров — Бранін
- Едуардс Павулс — Джаксон
- Мурад Раджабов — Мірза
- Шухрат Іргашев — Рантик
- Фаріда Мумінова — Фаріда
- Майя Егліте — Римма
- Набі Рахімов — Набі, другий тренер
- Джалол Юсупов — Руфат у дитинстві
- Аліна Ліберзон — Римма у дитинстві
- Баходир Пулатов — Рантик у дитинстві
- Нілуфар Ергашева — Ґуля
- П. Ісмаїлова — Лола
- Рустам Туляганов — Мірза в дитинстві
- Абдрашид Абдрахманов — Ісламов
- Андріс Берзіньш — Майкл
- Харійс Лієпіньш — Флайн
- Олександр Кнох — Шелепов
- Баходир Закіров — Махмуд
- Якуб Ахмедов — епізод
- Пулат Саїдкасимов — Телябай, дільничний
- К. Агзамова — епізод
- А. Султанов — епізод
- Марат Аріпов — епізод
- Хамза Умаров — батько Мірзи
- Лола Бадалова — мати Мірзи
- І. Абдухаліков — епізод
- Джавлон Хамраєв — батько Фаріди
- Дінара Ісмаїлова — епізод
- Л. Зарс — епізод
- Ілгоніс Урстіньш — епізод
- Алоїз Туміньш — епізод
- Айварс Лієпіньш — епізод
- Ігор Кан — епізод
- Р. Імшо — епізод
- Ходжакбар Камілов — епізод
- З. Камілов — епізод
- М. Акмалов — епізод
- Теша Мумінов — тренер

## Знімальна група
- Режисер — Едуард Хачатуров
- Сценарист — Андрій Бородін
- Оператор — Олександр Панн
- Композитор — Руміль Вільданов
- Художник — Наріман Рахімбаєв